# Тютчев Федір Іванович (футболіст)
Це стаття про футболіста. Стаття про поета з таким самим прізвищем і ім'ям див. Тютчев Федір Іванович
Федір Іванович (за деякими даними — Федорович) Тютчев (нар. 20 квітня (3 травня) 1907, Київ — пом. 29 липня 1959, там само) — радянський футболіст. Півзахисник, відомий виступами за «Динамо» (Київ).

## Життєпис
Народився 20 квітня (3 травня) 1907 року в Києві.

Київське «Динамо» перед матчем із дніпропетровським. Зліва направо: Пржепольський, Сердюк, Бардадим, Малхасов, Синиця, Тютчев, Піонтковський, Печений, Бланк, Денисов, Ідзковський

У футбол почав грати 1924 року в клубі «Райкомвод» (Київ). За основну команду «Райкомвода» виступав у 1926–1928 роках. Від 1929 до 1939 — у «Динамо» (Київ). Там він зіграв у першому чемпіонаті СРСР і здобув срібні медалі турніру, а 1937 року — бронзові.
У найвищій лізі СРСР провів 15 матчів у 1936–1937 роках.
Грав за збірну Києва у 1928–1935 роках (4 гри в чемпіонаті СРСР 1935), збірну УРСР у 1931–1934 (1 гра в чемпіонаті СРСР 1931).
На початку німецько-радянської війни вступив до лав Червоної Армії, обороняв Київ, потрапив в оточення і був взятий в полон. У початковий період війни німецьке командування звільняло з полону українців, так додому повернувся і Тютчев. За умов окупаційного режиму, що запанував у Києві, кожен футболіст мусив стати до праці, щоб, передусім, вижити та не бути звинуваченим у саботажі. Путистін залишився в Києві і влаштувався на хлібозаводі № 1.
Згодом був учасником футбольних поєдинків в окупованому Києві в липні-серпні 1942 року в складі команди «Старт», один з яких згодом назвали «матч смерті». 35-річний Тютчев був найстаршим гравцем тієї команди.
18 серпня 1942 року футболістів, в тому числі і Тютчева, заарештували. На футболістів донесли, що команда «Динамо» була у віданні НКВС, а її гравці числилися в штаті НКВС і мали військові звання.
24 лютого 1943 року був свідком розстрілу трьох гравців «Старту», але йому вдалося уникнути розстрілу в Сирецькому концтаборіВтік з полону втік у вересні 1943 році, вплав переплив Дніпро і приєднався до частин Червоної Армії. Після війни повернувся до Києва.
Помер 1 серпня 1959 року в Києві від серцевої недостаності. Похований на ділянці № 2 «Б» Байкового кладовища в Києві.
До 70-річчя «матчу смерті» «Динамо» (Київ), за розпорядженням президента клубу Ігоря Суркіса, встановило на столичному Байковому кладовищі пам'ятник футболістові.

## Досягнення
- Чемпіон УРСР: 1931, 1937
- Кубок УРСР: 1937
- 2 місце чемпіонату СТ «Динамо»: 1933
- 2 місце в чемпіонаті СРСР: 1936 (весна)
- 3 місце в чемпіонаті СРСР: 1931 (серед команд міст і республік), 1937
- У списку 33 найкращих футболістів Радянського Союзу: 1933 (під № 2)